# Jean-Pierre Rambal
Jean-Pierre Marcel Rambal (* 13. September 1931 in Marseille; † 18. September 2001 in Paris) war ein französischer Schauspieler und Synchronsprecher.

## Leben und Werk
Jean-Pierre Rambal wuchs als Sohn von Willy Rambal (1902–1995) und Josephine Rambal (1904–1991) in Marseille auf.
Rambal absolvierte in Paris ab Mitte der 1950er-Jahre eine professionelle Schauspielausbildung. Ab 1959 stand er an verschiedenen Theatern auf der Bühne, wo er unter anderem in Theaterstücken von Alexandre Dumas oder Bertolt Brecht sowie auch in zahlreichen Kabarett-Programmen und Musicals mitwirkte.
Von 1960 bis 1993 wirkte Rambal in mehr als 80 Film- und Fernsehproduktionen als Schauspieler mit, darunter auch an der Seite von Lukas Ammann und Wolfgang Völz in der Serie Graf Yoster gibt sich die Ehre. Besondere Bekanntheit erlangte er vor allem durch seine Mitwirkung in dem Film Louis’ unheimliche Begegnung mit den Außerirdischen, wo er an der Seite von Louis de Funès die Rolle des Gendarm Taupin verkörperte. Anfang der 1990er-Jahre zog er sich aus der Filmbranche zurück.
Rambal war zudem auch als Synchronsprecher für Zeichentrickfilme tätig. Er vertonte dabei in französischer Sprache unter anderem Figuren in Die Biene Maja oder Wickie und die starken Männer.
Jean-Pierre Rambal starb am 18. September 2001 kurz nach seinem 70. Geburtstag in Paris, wo er mehrere Jahrzehnte gelebt hatte.

## Filmografie (Auswahl)
- 1963: Fünf Glückspilze
- 1965: 100 Millionen im Eimer
- 1965: Diamantenbillard
- 1973: Die Abenteuer des Monsieur Vidocq (Fernsehserie, 1 Folge)
- 1973: Le Magnifique – ich bin der Größte (Le Magnifique)
- 1974: Graf Yoster gibt sich die Ehre (Fernsehserie, 2 Folgen)
- 1975: Der Unverbesserliche
- 1975: Die Eingeweihten von Eleusis
- 1979: Die Liebe einer Frau (Clair de femme)
- 1979: Louis’ unheimliche Begegnung mit den Außerirdischen
- 1979: Austern mit Senf
- 1980: Zärtliche Cousinen
- 1981: Louis und seine außerirdischen Kohlköpfe (La soupe aux choux)